# Спят курганы тёмные
«Спят курга́ны тёмные» — популярная советская лирическая песня. Написана в 1939 году для кинофильма «Большая жизнь» поэтом Борисом Ласкиным и композитором Никитой Богословским.

## История
Спят курганы тёмные,

Солнцем опалённые,

И туманы белые

Ходят чередой…

Через рощи шумные

И поля зелёные

Вышел в степь донецкую

Парень молодой…
Содержание песни соответствует одной из сюжетных линий фильма — вливанию в трудовой коллектив молодого парня. В фильме её спел не главный герой, а вредитель Макар Ляготин, которого сыграл артист Лаврентий Масоха.
Вскоре после выхода фильма на экраны эту песню исполнил по радио, а потом и записал на пластинку (в 1940 году) Марк Бернес (он играл в фильме роль инженера Петухова). В 1970-е годы при перезаписи звука фильма «Большая жизнь» песню исполнил Валерий Золотухин.
После появления песни «Спят курганы тёмные» шахтёры подарили Никите Богословскому большой кусок антрацита, на котором были написаны дарственный текст и отрывок из песни.
Во время Великой Отечественной войны в оккупированной Одессе песня была запрещена приказом № 12 корпусного генерала Петра Думитреску от 3 июня 1942 года. Также существовала антинемецкая песня на мотив «Спят курганы тёмные».
Песня некоторое время была гимном города Макеевка Донецкой области. Песня является гимном футбольных болельщиков донецкого «Шахтёра». После реконструкции 2015 года часы на фасаде здания главпочтамта Донецка играют мелодию «Спят курганы тёмные».

## Исполнители
Песня неоднократно издавалась на пластинках и компакт-дисках в исполнении Марка Бернеса:
Первая запись — 21 марта 1940 г.:
- 10175 (1940)
- М60 38961-62 (1976)

Вторая запись — июнь-июль 1969 г.:
- 48158 (1969)
- Д 00025933-4 («Последние записи», 1969)
- Д 033667-68 (1973)
- MEL CD 60 00356 («Песня посвящается моя», 1995)
- MA 019 («Я работаю волшебником», 1997)
- CD-025-1 («Лучшие песни разных лет», 2000)
- dMR 40401 CD («Огромное небо», 2001)
- GCR 189 («Grand Collection», 2005)
- dMR 71603 CD («Великие исполнители России XX века», 2004)

В 1969 году с этой песней дебютировал на телевидении будущий народный артист СССР Юрий Богатиков. В 1995 году песня была исполнена Николаем Расторгуевым в новогодней телепередаче «Старые песни о главном», а годом позже группа «Любэ» выпустила кавер-версию песни в альбоме «Комбат».
В исполнении Иосифа Кобзона песня традиционно звучит на Дне шахтёра в Кемерово.
В 2019 году пенсионер из Макеевки Леонид Сергиенко победил в проекте «Голос 60+» на «Первом канале», исполнив в финале конкурса две композиции, одной из которых была «Спят курганы тёмные». также в 2019 году донецкая рок-группа «Sinoptik» выпустила англоязычный вариант этой песни под названием «Donbass», а женский хор Турецкого исполнил песню, заменив слова «степь донецкая» на «степь широкая».